# Giuseppe Prezzolini
Giuseppe Prezzolini (Perusa, 1882 — Lugano, Cantó de Ticino, 1982) va ser un publicista i escriptor italià. Juntament amb Giovanni Papini va fundar i dirigir diverses revistes italianes i va ser professor de literatura italiana a la Columbia University (Estats Units).

## Obres
- Repertorio bibliografico di storia e della critica della letteratura italiana (1937-48)
- La cultura italiana i Vecchio e nuovo nazionalismo (amb Giovanni Papini)
- Il sarto spirituale (1907) (amb Giovanni Papini)
- La vita di N. Macchiavelli fiorentino
- Manifesto dei conservatori.